# Turiferario

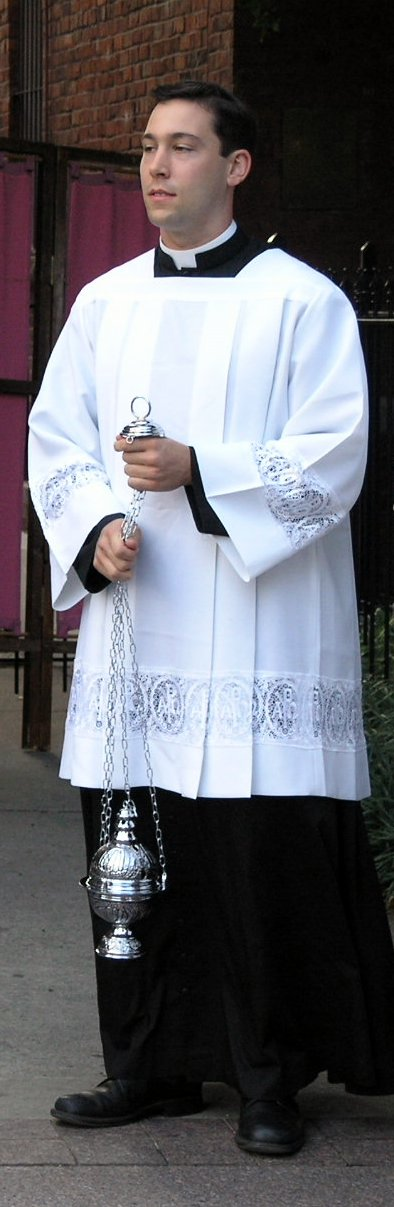
Turiferario con incensario en mano

En la liturgia de la Iglesia católica y de otras confesiones cristianas, se llama turiferario al monaguillo que tiene el encargo de llevar el incensario.
El turiferario puede estar acompañado por un navetero, un monaguillo asignado a la naveta con el incienso adentro.
El turiferario es usado en la liturgia, en celebraciones importantes para la Iglesia.

## Otros proyectos
- Wikimedia Commons contiene imágenes de Turiferario

- Datos: Q1427650
- Multimedia: Thurifers / Q1427650